# Amphisbaena cayemite
Amphisbaena cayemite là một loài bò sát trong họ Amphisbaenidae. Loài này được Thomas mô tả khoa học đầu tiên năm 2006.